# Лютовиска
Лютовиска, Лутовиска (укр. Лютовиська) — село в Бисковичской сельской общине Самборского района Львовской области Украины.
Население по переписи 2001 года составляло 544 человека. Занимает площадь 1,25 км². Почтовый индекс — 82030. Телефонный код — 3238.